# Golfschoen

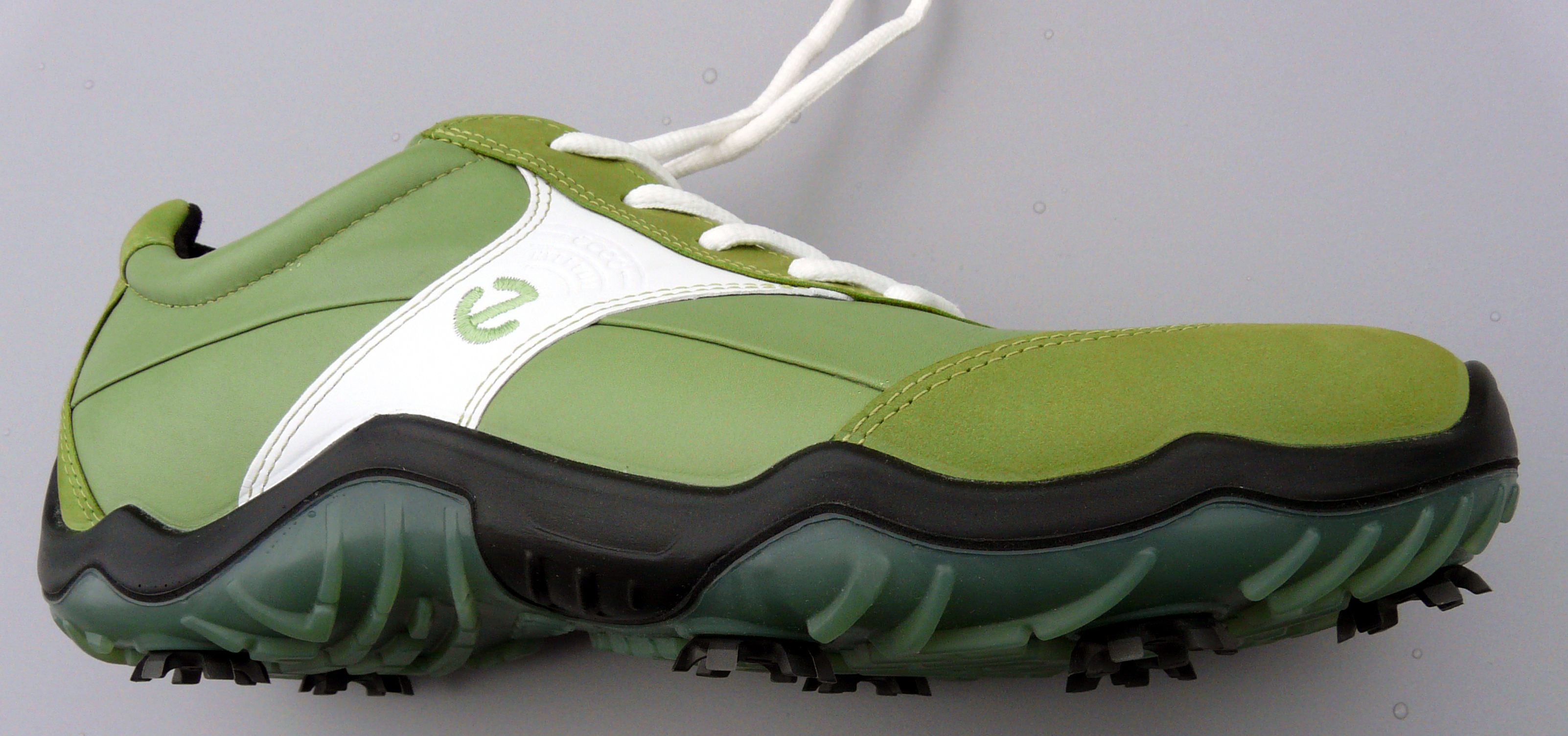

Een golfschoen is een speciaal soort schoen die gedragen wordt tijdens het beoefenen van de golfsport.
De belangrijkste eigenschap van golfschoenen is dat ze zorgen voor een stevige grip en balans tijdens de golfswing. Golfschoenen hebben onder de schoenzool speciale spikes, of noppen, die hiervoor zorgen. Spikes worden onder de zool geschroefd en kunnen vervangen worden. In de 20ste eeuw waren ze van ijzer. Omdat ze aan de vloerbedekking schade aanrichten, was het in veel clubhuizen verboden ermee naar de bar te gaan of het restaurant te betreden. Als de schoenen voorzien waren met rubber doppen, was het daarentegen geen bezwaar.
Rond de eeuwwisseling werd er een tussenoplossing bedacht, de schoenen werden voorzien van soft spikes, die binnenshuis geen schade aanbrengen. Wel worden tegenwoordig op veel clubs de spelers verzocht toch hun golfschoenen in het clubhuis om te wisselen voor gewone schoenen, maar dat is vooral omdat de tegenwoordige inrichting veel eleganter is dan vroeger. 
Op veel golfbanen gelden kledingvoorschriften. De heren wordt verzocht een normale broek te dragen (lang of tot op de knie, geen pilotenbroek), een shirt met mouw en kraag, en geen T-shirt. Voor de dames geldt bijna hetzelfde, maar hun shirts mogen mouw- of kraagloos zijn. Als ze een rok dragen, dient de lengte daarvan niet mini te zijn. 
Sinds de explosieve groei van de golfsport heeft de modewereld zich ook op golf gericht, zowel op schoenen als ook op de kleding. 